# سيليا آيرلادند
سيليا آيرلادند (بالإنجليزية: Celia Ireland)‏ هي ممثلة أسترالية، ولدت في 16 مايو 1966 في أستراليا.

## وصلات خارجية
- سيليا آيرلادند على موقع IMDb (الإنجليزية)
- سيليا آيرلادند على موقع قاعدة بيانات الفيلم (الإنجليزية)